# 查什卡市镇

查什卡市镇在北马其顿的位置

查什卡市镇，是北马其顿的一个市镇，行政中心为查什卡村，属于瓦尔达尔统计区，总面积819.45平方公里，总人口7,673人（2018年）。
该市镇西临馬其頓布羅德市鎮、多尔内尼市镇，北邻斯图代尼查尼市镇、泽莱尼科沃市镇，东邻羅索曼市鎮、格拉德斯科市镇，南邻卡瓦達爾齊市鎮、普里萊普市鎮。